# Геритады
«Геритады» — комедия древнегреческого драматурга Аристофана, написанная предположительно в 408 или 407 году до н. э. Текст пьесы практически полностью утрачен, сохранился только ряд коротких фрагментов, процитированных более поздними античными и средневековыми авторами (фрг. 224—240).
Название пьесы переводится как «Рассказчицы» или «Певицы». Представители трёх искусств спускаются в загробный мир, чтобы спросить у его обитателей, кто из ныне живущих лучший в своём деле. Детали неизвестны, но исследователи полагают, что Аристофан использовал этот сюжет для острой критики кого-то из своих современников